# Pera
Pera là một chi thực vật có hoa trong họ Peraceae, lần đầu tiên được mô tả năm 1784. Nó là chi bản địa nhiệt đới châu Mỹ, từ miền nam Mexico và Tây Ấn kéo dài về phía nam tới Paraguay.

## Các loài
Chi Pera gồm các loài:
1. Pera alba
2. Pera androgyna - Distrito Federal ở Brasil
3. Pera anisotricha - Brasil
4. Pera aperta - Panama
5. Pera arborea - Trung Mỹ, Colombia, Venezuela
6. Pera bailloniana
7. Pera barbellata  - Nam Mexico, bắc Trung Mỹ
8. Pera benensis - Colombia, Peru, Bolivia, tây bắc Brasil
9. Pera bicolor - Tây bắc Brasil, Venezuela, Guiana
10. Pera bumeliifolia - Bahamas, Cuba, Hispaniola
11. Pera citriodora - Nam Venezuela, bắc Brasil
12. Pera coccinea - Pará, Mato Grosso
13. Pera colombiana - Colombia
14. Pera decipiens - Bắc Nam Mỹ
15. Pera distichophylla - Bắc Nam Mỹ
16. Pera eiteniorum - Brasil
17. Pera ekmanii - Cuba
18. Pera elliptica - Bolivia
19. Pera frutescens
20. Pera furfuracea - Bahia
21. Pera glabrata - Trinidad, nhiệt đới Nam Mỹ
22. Pera glaziovii
23. Pera glomerata - Quần đảo Tortuga (Haiti)
24. Pera heteranthera - Brasil
25. Pera incisa
26. Pera longipes - Cuba
27. Pera manausensis - Amazonas ở Brasil
28. Pera membranacea - Pará, Maranhão
29. Pera microcarpa - Cuba
30. Pera mildbraediana
31. Pera oppositifolia - Cuba
32. Pera orientensis - Cuba
33. Pera ovalifolia - Cuba
34. Pera pallidifolia - Cuba
35. Pera parvifolia
36. Pera polylepis - Cuba
37. Pera pulchrifolia - Amazonas ở Brasil
38. Pera rubra - Rio de Janeiro
39. Pera tomentosa - Nam Venezuela, Brasil, Peru, Bolivia